# 村山敏勝
村山 敏勝（むらやま としかつ、1967年 - 2006年）は、日本の英文学者。専門は英米文学、批評理論、クィア理論。元成蹊大学文学部助教授。文学・思想領域のセクシュアリティ研究、レズビアン／ゲイ研究の著作の翻訳者として知られる。

## 著書

### 単著
- 『（見えない）欲望へ向けて——クィア批評との対話』人文書院、2005年（ちくま学芸文庫、2022年）、 ISBN 9784480510976

### 共著
- 『からだはどこにある？——ポップカルチャーにおける身体表象』（彩流社、2004年）
- 『病と文化』（風間書房、2005年）

### 訳書
- デイヴィッド・ハルプリン『聖フーコー』（太田出版、1997年）

### 共訳書
- ジュディス・バトラー、エルネスト・ラクラウ、スラヴォイ・ジジェク『偶発性、ヘゲモニー、普遍性』（青土社、2002年）
- マーク・シェル『地球の子供たち』（みすず書房、2002年）
- ジョアン・コプチェク『女なんていないと想像してごらん』（河出書房新社、2004年）